# Lincoln National Forest Service Building
Le Lincoln National Forest Service Building – encore appelé Alamogordo U.S. Post Office ou Alamogordo Federal Building – est un bâtiment américain à Alamogordo, dans le comté d'Otero, au Nouveau-Mexique. Construit en 1938 dans le style Pueblo Revival selon les plans de Gilbert Stanley Underwood, ce bâtiment administratif qui contenait autrefois un bureau de poste accueille aujourd'hui le siège de la forêt nationale de Lincoln. Il est inscrit au Registre national des lieux historiques depuis le 18 mai 2000.